# Astronaut
Astronaut és una pel·lícula canadenca de drama del 2019 escrita i dirigida per Shelagh McLeod. És protagonitzada per Richard Dreyfuss, Lyriq Bent, Krista Bridges, Richie Lawrence, Graham Greene i Colm Feore. Es va estrenar al Festival Internacional de Cinema d'Edimburg el 22 de juliol del 2019 i correspon al primer llargmetratge de McLeod.

## Sinopsi
L'Angus (Richard Dreyfuss) és un home gran, recentment vidu, que viu amb la seva filla (Krista Bridges), el seu marit i el seu net (Richie Lawrence), qui, per no causar problemes a la família, es trasllada a una llar d'ancians.
Quan un multimilionari (Colm Feore) anuncia a la televisió que farà un concurs perquè tres persones puguin volar a l'espai al primer vol comercial de la història, l'Angus ve l'oportunitat de viure el somni de tota la seva vida. Mentint sobre la seva edat i impulsat pel seu net, participa amb èxit al concurs i guanya un dels tres llocs, però aviat descobreix que hi ha quelcom que no va bé.

## Repartiment
- Richard Dreyfuss: Angus
- Lyriq Bent: Jim
- Colm Feore: Marcus
- Krista Bridges: Molly
- Art Hindle: Joe
- Richie Lawrence: Barney
- Graham Greene: Len
- Jennifer Phipps: Alice
- Joan Gregson: Frannie